# Streptospinigera alternocirrus
Streptospinigera alternocirrus är en ringmaskart som beskrevs av Ohwada 1988. Streptospinigera alternocirrus ingår i släktet Streptospinigera och familjen Syllidae. Inga underarter finns listade i Catalogue of Life.